# Mallophora cortesi
Mallophora cortesi är en tvåvingeart som beskrevs av Artigas och Angulo 1980. Mallophora cortesi ingår i släktet Mallophora och familjen rovflugor. Inga underarter finns listade i Catalogue of Life.